# Benjamin Dieltjens
Benjamin Dieltjens (né à Louvain en 1973) est un clarinettiste belge.

## Parcours
Après un master au conservatoire royal de Bruxelles, il se spécialise à Karlsruhe en Allemagne et obtient une bourse pour ses interprétations remarquées de Brahms.
Il figure parmi les membres fondateurs du Black Jackets Co-llectif. Il est professeur de clarinette au Conservatoire royal de Liège et professeur de musique de chambre au Conservatoire royal de Bruxelles.

## Discographie
Il a produit quelques centaines de disques pour de nombreux labels.